# خط (هندسه)
خط مفهومی در هندسه است.

## تعریف
تعاریف گوناگون از خط موجود است که به دو دسته تقسیم می‌شوند: تعاریف مفهومی و تعاریف مصداقی.
تعاریف مفهومی:
خط، امتداد نقطه است.
بر اثر حرکت و امتداد یک نقطه  بر صفحه در یک راستا، خط شکل می‌گیرد.
خط در هندسه به‌معنی اتصال یا امتداد دو نقطه-در یک راستا-بر روی سطح (صفحه) که سطح را تقسیم می‌کند. خط به‌طور مطلق از دو جهت، بی‌نهایت امتداد دارد. نیم‌خط  از یک نقطه، آغاز می‌شود و از دیگر سو بی‌نهایت امتداد دارد و پاره‌خط از هر دو سو به دو نقطه، محدود است.
در هندسهٔ اقلیدسی، خط، عبارت است از کوتاه‌ترین مسیر بین دو نقطه که ممکن است از هر جهت بی‌نهایت امتداد پیدا کند. از سویی پاره‌خط کوتاه‌ترین مسیر بین دو نقطه است.
تعاریف مصداقی:
خط را می‌توان یک خم کاملاً راست، با پهنای صفر و به‌طور بی‌نهایت دراز و نابسته فرض کرد.

خط از بیشمار نقطه تشکیل شده است.
اگر امتداد در یک راستای ثابت نباشد، منحنی پدید می‌آید.
انواع خط:
۱-خط راست
۲-خط خمیده
۳-خط شکسته
انواع خط راست:
۱-پاره خط
۲-نیم خط